# ニコンビジョン
株式会社ニコンビジョンは、東京都港区にある株式会社ニコンの子会社である。

## 沿革
- 2001年（平成13年）4月2日 - 株式会社ニコンより望遠鏡事業を分社・独立し株式会社ニコンビジョンを設立。
- 2021年（令和3年）11月 - 品川インターシティに本社移転[2]。

## 主な製品
- 双眼鏡
- 単眼鏡
- フィールドスコープ
- ルーペ
- 大型双眼鏡
- 観光望遠鏡
- 携帯レーザー距離計
- 携帯型顕微鏡